# Giuseppe Masini
Giuseppe Masini (Pisa, 1º agosto 1916 – 1970) è stato un regista e sceneggiatore italiano.

## Biografia
Dopo essersi laureato in giurisprudenza, frequentò l'Accademia d'arte drammatica di Firenze prima di intraprendere la carriera militare arrivando al grado di generale d'aviazione.
Al cinema debuttò come assistente di Giovacchino Forzano e Luigi Chiarini. Diresse diversi documentari e mediometraggi per le forze armate. Nel 1952 diresse il suo primo film a soggetto, L'ingiusta condanna con Rossano Brazzi, e fino al 1961 ne diresse altri tre.
Negli anni sessanta si dedicò alla sceneggiatura, soprattutto con Riccardo Freda, e alla direzione della produzione di molte opere dirette da Antonio Margheriti. Rientrato alla carriera militare, nel 1992 diresse una serie di telefilm didattici, I giorni della grande sfida dedicata alla storia dell'aeronautica. 

## Filmografia

### Regista
- L'ingiusta condanna (1952)
- La mia vita è tua (1954) anche soggetto e sceneggiatura
- Il cielo brucia (1957) anche soggetto e sceneggiatura
- Antinea, l'amante della città sepolta (1961) regìa versione italiana in collaborazione con Edgar G. Ulmer
- I Giorni della Grande Sfida (1995) anche soggetto e sceneggiatura

### Documentari
- I cavalieri dell'aria (1947)
- Dal cielo in missione di pace (1947)
- Rotaie nel cielo (1948)
- S.O.S. - Salvate le nostre anime (1948)
- Monte Verna (1949)
- Vecchio Arno racconta (1949)
- Maremma (1950)
- Io, la torre pendente (1950)
- Fili di paglia (1950)
- Scuola specialisti A. M. (1953)
- Previsioni meteorologiche (1953)
- Un pinguino ha messo le ali (1954)
- Multipli di G (1957)
- Una storia scritta nel cielo (1964)

### Altre mansioni
- I giganti della Tessaglia (Gli Argonauti) di Riccardo Freda (1960) soggetto e sceneggiatura
- Il crollo di Roma di Antonio Margheriti (1963) direttore di produzione
- Anthar l'invincibile di Antonio Margheriti (1964) direttore di produzione
- I giganti di Roma di Antonio Margheriti (1964) direttore di produzione
- Il pianeta errante di Antonio Margheriti (1965) direttore di produzione
- I criminali della galassia di Antonio Margheriti (1965) direttore di produzione
- I diafanoidi vengono da Marte di Antonio Margheriti (1965) direttore di produzione
- La morte viene dal pianeta Aytin di Antonio Margheriti (1965) direttore di produzione
- OK Connery di Alberto De Martino (1966) direttore di produzione
- La morte non conta i dollari di Riccardo Freda (1967) soggetto e sceneggiatura
- Bocche cucite di Pino Tosini (1969) direttore di produzione
- Contronatura di Antonio Margheriti (1969) direttore di produzione
- La colomba non deve volare di Sergio Garrone (1969) soggetto e sceneggiatura